# 주오구 (오사카시)
주오구(일본어: 中央区 주오쿠[*])는 일본 오사카부 오사카시를 구성하는 24개 구 중 하나로, 오사카부의 부청 소재지이다.

## 지리
1989년 2월 13일에 옛 히가시구와 옛 미나미구가 합병해 탄생했다. 현재도 주오구 내에는 옛 구명인 "히가시", "미나미"를 쓰는 세무서, 경찰서, 우체국이 존재한다. 2019년 7월 1일 기준으로 인구 10만 명을 돌파했다.
2005년에 행해진 국세조사의 결과 전회 조사 대비 인구 증가율이 20.7% 증가해서 정령지정도시의 행정구 중에서는 1위가 되었다. 이는 도쿄도 주오구의 35.2% 증가에 이어 두 번째로 일본 내에서 굴지의 성장이다. 일찍부터 오사카의 심장부로 업무지화가 진행되어 거주에는 적합하지 않은 환경이었기 때문에 30년 이상에 걸쳐 도넛화 현상에 의한 거주 인구 감소가 계속되어 온 주오구이지만 버블 붕괴 이후 노후화해 해체된 오피스 빌딩 철거지 등에 거주용 대형 맨션이 늘어서는 등 다시 야간 인구가 계속 상승하고 있다. 특히 다니마치스지의 옛 히가시구 동부(이른바 우에마치 대지의 북단 부근)는 고층 맨션 건설이 활발히 행해져 인구 증가도 현저하다. 이 지역은 관공서 거리나 기타하마와 같은 금융가뿐만 아니라, 공립 명문고교인 오테마에 고등학교 등이 있는 문교지구이기도 하다.
구의 대부분을 오피스 및 관공서가 차지하고 있고 순수한 주택지는 한정적이다. 그나마 있는 주택지는 맨션이나 단지 등 공동주택이 대부분을 차지하며 저층 주택이나 아파트 등은 매우 적고 드물다. 도로는 기판목장으로 다른 지역과 비교하면 잘 정비되어 있다.
또한 1980년과 현재를 비교하면 대체로 구의 북부(옛 히가시구 지역)에서는 인구가 늘어나고 있고(27,227명→38,127명), 남부(옛 미나미구 지역)에서는 인구가 줄어들고 있다(36,380명→28,633명).

## 시설

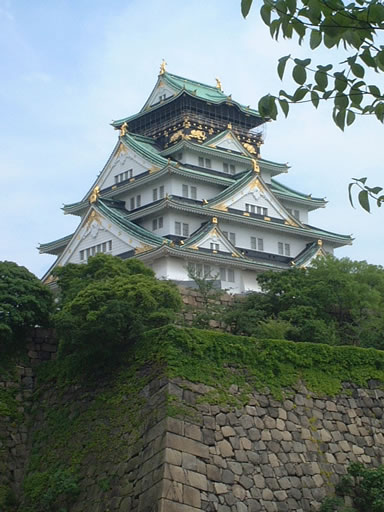
오사카성

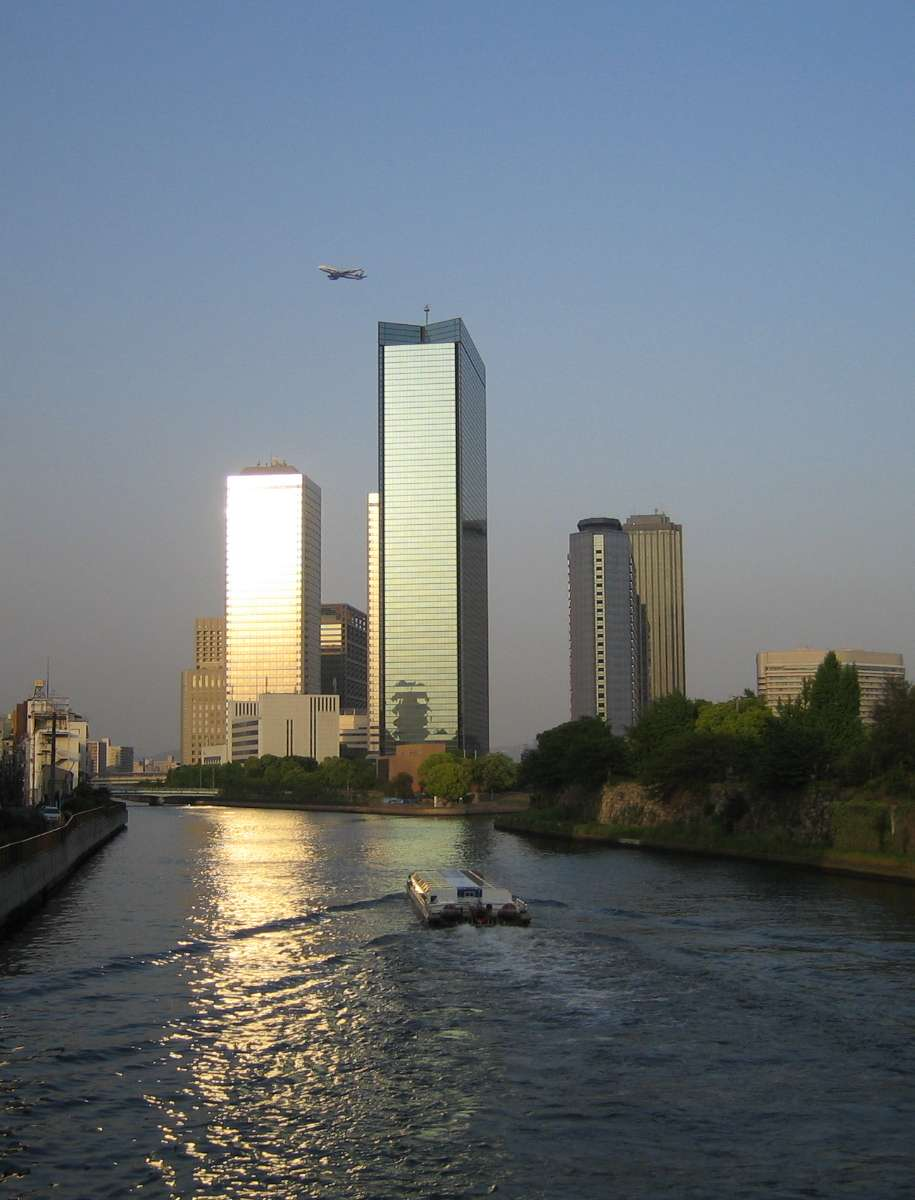
오사카 비즈니스 파크 (OBP)

- 아메리카촌
- 도톤보리
- 국립 분라쿠 극장
- 오사카 비즈니스 파크
- 오사카성
  - 오사카성 홀
- 신사이바시
- 오사카 역사박물관
- 구로몬 시장
- 난바 그랜드 가게쓰

## 교통

### 철도
- 서일본 여객철도
  - 오사카 순환선
    - (← 덴노지구 다마쓰쿠리역) - 모리노미야역 - 오사카조코엔역 - (조토구 교바시역 →)

- 게이한 전기 철도
  - 본선
    - 요도야바시역 - 기타하마역 - 덴마바시역 - (미야코지마구 교바시역 →)

  - 나카노시마선
    - (← 기타구 나니와바시역) - 덴마바시역

- 긴키 닛폰 철도
  - 난바선
    - 오사카난바역 - 긴테쓰닛폰바시역 - 오사카우에혼마치역 - (이쿠노구 쓰루하시역 →)

- 한신 전기 철도
  - 난바선
    - (← 니시구 사쿠라가와역) - 오사카난바역

- 난카이 전기 철도
  - 본선
    - 난바역 - (니시나리구 신이마미야역 →)

- 오사카 메트로
  - 미도스지선
    - (← 기타구 우메다역) - 요도야바시역 - 혼마치역 - 신사이바시역 - 난바역 - (나니와구 다이코쿠초역 →)

  - 다니마치선
    - (← 기타구 미나미모리마치역) - 덴마바시역 - 다니마치 4초메역 - 다니마치 6초메역 - (덴노지구 다니마치 9초메역 →)

  - 주오선
    - (← 니시구 아와자역) - 혼마치역 - 사카이스지혼마치역 - 다니마치 4초메역 - 모리노미야역 - (히가시나리구 미도리바시역 →)

  - 센니치마에선
    - (← 나니와구 사쿠라가와역) - 난바역 - 닛폰바시역 - (덴노지구 다니마치 9초메역 →)

  - 사카이스지선
    - (← 기타구 미나미모리마치역) - 기타하마역 - 사카이스지혼마치역 - 나가호리바시역 - 닛폰바시역 - (나니와구 에비스초역 →)

  - 나가호리쓰루미료쿠치선
    - (← 니시구 니시오하시역) - 신사이바시역 - 나가호리바시역 - 마쓰야마치역 - 다니마치 6초메역 - (덴노지구 다마쓰쿠리역) - 모리노미야역 - 오사카 비즈니스 파크역 - (미야코지마구 교바시역 →)

### 도로
- 한신 고속도로
- 국도 제25호선
- 국도 제172호선
- 국도 제308호선 (일본)(일본어판)